# Димитър Керелезов
Димитър Керелезов е български писател, поет и автор на песни на „Щурците“, Валди Тотев, Лили Иванова и други.

## Биография
Роден е на 7 май 1938 г. в София. Завършва българска филология в Софийския университет. Работи в Националното радио, в-к „Стършел“ и някогашното ДО „Театър и музика“.
Керелезов е автор е на много известни текстове на песни на групите: „Щурците“ („Рок в минало време“), „Спешен случай“ („Карай, Джони“ и „Развод“), „Диана експрес“ („Сутрин“) и др. Написал е и думите на част от първите песни на Йорданка Христова („Делфините“), Бисер Киров („Събота срещу неделя“), „Тоника“ („Момчето от шлепа“ и „Карнавал“), „Домино“ („Един прозорец още свети“), братя Аргирови („Ненужен“) и на други групи и певци. Кръстник е (дал е името) на „Щурците“, и на няколко други рок групи, съчинил е името и на някои певици като Доника Венкова и Роксана Белева. С Роксана Белева има няколко хита, най-популярният от тях е „Песента на щурците“ (известна като „Не, не ми се прибира“). Съавтор е на книжките от библиотека „Стършел“: „Мешана салата“ и „Гората зад телевизионната кула“.
Умира на 21 септември 2020 г.

## Книги
- „Керелезчета и други майтапи“. 2003, 136 с. – самостоятелна хумористична книга